# フレデリック・ノース (第2代ギルフォード伯爵)
第2代ギルフォード伯爵フレデリック・ノース（英語: Frederick North, 2nd Earl of Guilford, KG PC FSA、1732年4月13日 - 1792年8月5日）は、イギリスの政治家、貴族。
1754年にトーリー党の庶民院議員に初当選して政界入り。財務大臣や内務大臣など多くの閣僚を経験した後、1770年から1782年まで首相を務めたが、在任期間の後半はアメリカ独立戦争への対応に追われた。同戦争の戦況が悪化すると議会での支持を失い、辞職に追い込まれた。
父がギルフォード伯爵位に叙せられた1752年から自身が爵位を継承する1790年までギルフォード伯爵家の法定推定相続人としてノース卿（Lord North）の儀礼称号で称された。首相在任時はこの儀礼称号で称されていた。

## 生涯

### 生い立ち
初代ギルフォード伯爵フランシス・ノースと1人目の妻ルーシー・モンタギュー（Lucy Montagu、1709年頃 – 1734年5月7日、初代ハリファックス伯爵ジョージ・モンタギューの娘）の息子として、1732年4月13日にメイフェアのアルベマール・ストリートで生まれ、ロンドンで洗礼を受けた。洗礼式では王太子フレデリック・ルイスが名親を務めた。1742年から1748年までイートン・カレッジで教育を受けた後、1749年10月12日にオックスフォード大学トリニティ・カレッジに入学、1750年3月21日にM.A.の学位を授与された。卒業後は親族にあたる第2代ダートマス伯爵ウィリアム・レッグとともにグランドツアーに出て、1751年から1754年まで大陸ヨーロッパを旅した。
青年期はジョージ王子にそっくりで、ジョージ王子の父フレデリック・ルイス王太子（1751年没）が初代ギルフォード伯爵に「私たちの妻のうち誰かが裏切ったに違いない」と述べたという。
1769年にケンブリッジ大学からLL.D.の名誉学位を授与され、1772年にオックスフォード大学総長に選出されると、1772年10月10日にオックスフォード大学からD.C.L.の名誉学位を授与された。

### 政界入り

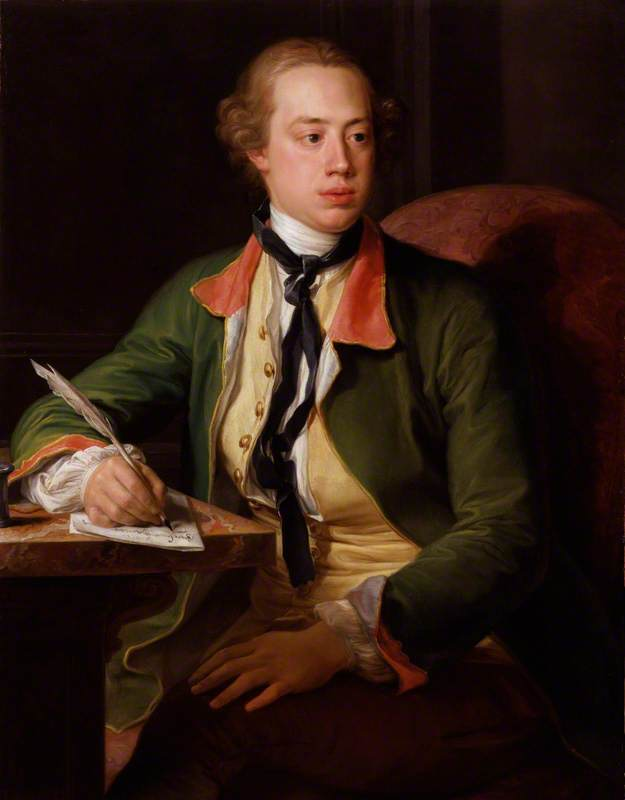
ノース卿の肖像画。ポンペオ・バトーニ画、1753年。

1754年イギリス総選挙でわずか22歳にして父が家令（High Steward of Banbury）を務めるバンベリーの選挙区から出馬して庶民院議員に当選した。
議員就任時点で母方の叔父にあたる第2代ハリファックス伯爵ジョージ・モンタギュー＝ダンクが初代ニューカッスル公爵トマス・ペラム＝ホールズ内閣で第一商務卿を、親友ダートマス伯爵の叔父ヘンリー・ビルソン＝レッグが財務大臣を務めているなど人脈が広く、1757年12月1日の処女演説も成功を収めたため、翌1758年には大ピット（後の初代チャタム伯爵）から外国派遣の官職への就任を打診された。このときは本国に留まりたいことを理由に辞退したが、1759年にニューカッスル公爵により下級大蔵卿（Lord of the Treasury）に任命され、続くビュート伯爵内閣とジョージ・グレンヴィル内閣でも留任した。歴史学者ジョン・ブルックによれば、この時点のノース卿には党派性が薄く、また大蔵卿委員会に6年間在任したにもかかわらずあまり有名にならなかったことから、1765年にグレンヴィル内閣が崩壊した時点ではノース卿が5年後には首相に就任すると予想した人は少なかったという。また、歴史学者P・D・G・トマスによれば、議会戦術が上手なノース卿が大蔵卿委員会で財務に関する知識を積み上げたことで、後年に成功を収めることができたという。
ノース卿はジョージ・グレンヴィルの辞任とともに下級大蔵卿を退任、印紙法廃止にも反対票を投じたが、野党の一員としてグレンヴィルと連携せず、またグレンヴィルの後任である第2代ロッキンガム侯爵チャールズ・ワトソン＝ウェントワースからの官職就任の打診にも辞退した。しかし、議会でロッキンガム侯爵の対米融和政策を批判するなど庶民院で弁論の才華を示したこともあり、1766年7月に第一大蔵卿の第3代グラフトン公爵オーガスタス・フィッツロイにより陸軍支払長官の1人に任命され、同年12月10日には枢密顧問官に任命された。

### グラフトン公爵内閣の閣僚
1767年3月に財務大臣就任をチャタム伯爵とグラフトン公爵から打診されたが辞退し、同年9月4日に財務大臣チャールズ・タウンゼンドが死去すると9月9日に再びグラフトン公爵から就任打診を受けるも再度辞退した。2度目の辞退では父の病気を理由としたが、父と相談したのち9月10日に就任を決意した。歴史学者P・D・G・トマスによると、タウンゼンドとジョージ・グレンヴィルは1767年9月までにノースの首相就任を予想したという。1768年1月にベッドフォード派の入閣によりヘンリー・シーモア・コンウェイが庶民院院内総務の座を退くと、ノース卿がその後任となった。
ジョン・ウィルクスの庶民院議員当選をめぐり、国王ジョージ3世と庶民院多数派の支持を受けて1769年2月17日にウィルクスの議会追放を、同年4月15日に対立候補ヘンリー・ラットレルの当選を可決させた。この論争においてはウィルクスの当選無効と補欠選挙での当選が繰り返されたが、採決の度に与党側の得票数が減っていたことにノース卿が落胆して、一時辞任を考えるほどになった。ジョージ3世はノース卿を称えて彼を慰留したが、この「ノース卿が辞任を求め、ジョージ3世が慰留する」というシーンは以降何度も繰り返されたという。
1769年3月にノース卿が自身の政治経歴を回顧したとき、人気取りの政策に支持したことはなかったと主張し、その例として1763年サイダー税法案と1765年印紙法への支持、ウィルクスと1769年ヌルム・テンプス法（Nullum Tempus Act 1769、「時効も場所的限定も国王には適用なし」の原則の適用を限定する法）への反対を挙げた。また1769年5月にはタウンゼンド諸法における茶への課税の維持を支持、閣議で可決させた。この決定は庶民院でも1770年3月5日に賛成204票・反対142票で可決されたが、英国人名事典ではこれにより対米戦争が不可避になったとしている。
すこぶる不人気だった内閣がジュニアスからの攻撃などを受けて、1770年1月にグラフトン公爵が辞任すると、ノース卿は組閣の大命を受けて1770年3月に首相に就任、以降12年間首相を務めた。

### 首相
ノース卿は首相に就任した時点では味方がほとんどおらず、主要党派であるチャタム伯爵派、ロッキンガム侯爵派、グレンヴィル派が全て野党に回っているという孤立した情勢だったが、チャタム伯爵派とロッキンガム侯爵派が連携をとれているとはいえず、グレンヴィル派は1770年11月にグレンヴィルが死去すると主導権が第12代サフォーク伯爵ヘンリー・ハワードに移り、ノース卿に味方するようになった。

#### フォークランド危機
1770年6月、スペイン艦隊がフォークランド諸島のポート・エグモントでジョージ・ファーマー率いるイギリス駐留軍を降伏させた。これによりフォークランド危機が勃発、スペインはフランス王国のショワズール公爵から助けを借りようとしたが、ショワズールが失脚したため失敗に終わり、最終的にはイギリスとの交渉でフォークランド諸島を返還、戦争を回避した。
ノース卿は1770年11月と1771年2月の二度にわたって庶民院でフランス王国とスペイン王国との交渉を擁護した一方、内閣改造を断行して閣内不一致を解消、かねてより任命しようとしていた第4代サンドウィッチ伯爵ジョン・モンタギューに海軍大臣の座を与え、親友のダートマス伯爵にはアメリカ担当国務大臣の座を与えた。

#### 内政
1772年と1773年に提出された国教忌避者への寛容法案については庶民院での可決を阻止せず、法案否決による世論からの憎悪を貴族院に押し付けた。また、アイルランドではパトロネージを振りかざして、アイルランド総督が必要とするアイルランド議会における多数を確保した。
1億4千万ポンドに膨れ上がった国債への対処として国営宝くじを活用して、1775年には議会に対し1千万ポンドの減債に成功したと報告したが、アメリカ独立戦争によりこの成果が無に帰し、以降1782年までに国債の金額が7,500万ポンドも増えてしまった。利子の負担も増えたため、新しい税金を徴収する必要が出てきたが、ノース卿は大蔵卿としての経験から特定の目的にあてがわれた税金では効率が悪いと感じ、1780年に公会計の調査委員会を設立した。この委員会が発見した問題はノース卿の首相在任期には解決できなかったが、後に小ピットが改革を引き継いだ。

#### アメリカ独立戦争

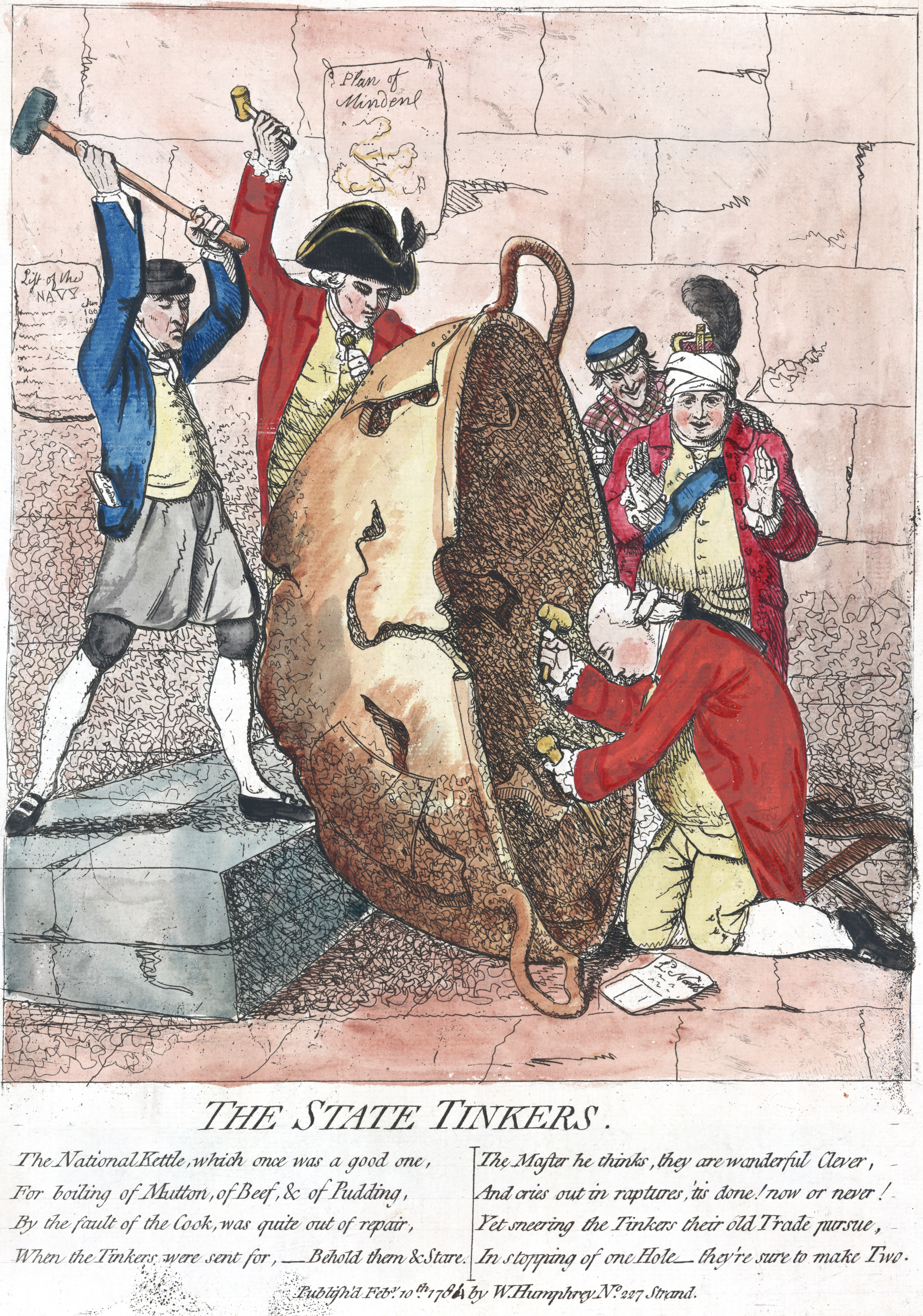
国の修繕屋（The State Tinkers、1780年）、ノース（右下、跪いている）とその同盟者を国という鍋の無能な修繕屋として戯画化した風刺画。ジョージ3世は後方で大喜びして叫んでいる。ジェームズ・ギルレイ画。

ノース政権の大半はアメリカ植民地との問題に集中した。1773年12月のボストン茶会事件の後、ノース卿は1774年3月にボストン港法とマサチューセッツ統治法（両方とも耐え難き諸法に含まれる法律である）を提出して、両方とも大差で可決させた。一方で1775年2月20日に「国王と議会の同意に基づき、植民地が自らに税金を課している場合、議会は植民地にさらなる課税を行うことができない」決議案を可決させたが、米州植民地への譲歩としては遅きに失しており、4月にはレキシントン・コンコードの戦いでアメリカ独立戦争が勃発した。ノースはジョージ・ジャーメイン卿（旧姓サックヴィル）をアメリカ植民地担当国務大臣に任じて彼に戦争の全体戦略を練らせた。
フランスなどの外国勢力が介入してくる恐れ、また財政悪化からイギリスは短期決戦を志向した。しかし1777年10月にサラトガの戦いで孤立していたジョン・バーゴイン将軍が降伏したことで短期決戦論は破綻した。
12月にバーゴイン降伏の報が本国に伝わるとイギリス政界は大きな衝撃を受けた。また1778年2月になるとアメリカとフランスが同盟を結び、その噂がイギリスにも伝わった。危機感をもったノースと議会はアメリカとの和解を考えるようになり、1778年2月には和平団をアメリカに送ることが議会で可決された。その決議に基づいて同年6月に第5代カーライル伯爵フレデリック・ハワードを団長とするカーライル和平使節団がアメリカに到着し、本国の課税権を放棄するという内容の交渉を行ったが、フランスの味方を得たアメリカにとっては今更な内容であり、和平案は拒絶された。カーライル使節団は何の成果もないまま帰国してきた。
1778年6月にはアメリカと同盟するフランスと戦争状態に突入した。フランス参戦により戦争は七年戦争の再来という意味も併せ持つようになり、戦闘は北アメリカ大陸から西インド諸島、西アフリカ、インドに拡大していった。しかし王立海軍の規模は軍縮で七年戦争の頃より縮小していたので各地で苦戦を強いられた。野党は海軍大臣サンドウィッチ伯爵の海軍力維持の怠りについて批判を強めた。同時期アメリカではヘンリー・クリントン将軍率いるイギリス軍がフィラデルフィア撤退を余儀なくされ、ジョージナ・サヴァンナを占領して支持が期待できる南部アメリカに主戦場を移した。南部では1780年に至るまでイギリス軍が優位を保ち続け、1780年8月にはコーンウォリス伯爵チャールズ・コーンウォリス率いる英軍がキャムデンの戦いに勝利している。
しかし国際的状況はイギリスにますます不利になっていた。1779年6月にはスペインがフランスの同盟国として参戦し、英領ジブラルタルに対する包囲攻撃を開始した。さらには1780年にマイソール王国やオランダが参入し（第二次マイソール戦争、第四次英蘭戦争）、戦闘は南インドと南アフリカケープ植民地にも拡大。ロシアも「武装中立」を宣言し、中立とは名ばかりの反英的姿勢をとった。さらにロシアは同年中にデンマークやスウェーデンとともに武装中立同盟を結成し、後にはオーストリアやプロイセン王国、ポルトガル王国もこの同盟に加わった。こうしてイギリスは同盟国が一つも無いままに4大陸で地球規模の戦争をすることになった。

#### 辞任
国内議会においては1780年後期からノース内閣の立場は若干回復していた。アメリカ南部での戦局が比較的安定していたためだった。しかし1781年夏になると南部の戦況もイギリスの劣勢が目立ち始めた。コーンウォリス伯爵はヨークタウンへ撤退したが、ニューヨークから派遣されたイギリス艦隊はフランス艦隊に阻まれて現地に到着できず、ヨークタウンで孤立したコーンウォリス伯爵は1781年10月19日に降伏した。これは独立戦争のイギリスの敗戦を決定づけた。
コーンウォリス伯降伏の報は1781年11月下旬にイギリス本国に伝わり、本国政界はすさまじい衝撃を受けた。これはノース内閣にとって致命的打撃となった。野党の批判が高まったのはもちろんのこと、政権内部も分裂し、まず1782年2月にジャーマインが辞職に追い込まれた。しかし野党の政府批判の機運はもはやこれだけでは抑えられなかった。同年2月22日にはアメリカでの戦争終結を求める動議が提出された。同動議は234対215で否決されたが、同月27日には同じような内容の動議が再度提出されて今度は234対215で可決された。さらに3月8日と3月15日にはノース内閣不信任案が提出された。どちらも僅差で否決されているものの、もはや庶民院におけるノースの求心力は無くなったことは明白だった。ノースは3月20日をもって首相職を辞した。
ノース卿の辞職後、第二次ロッキンガム侯爵内閣が成立したが、同年7月にロッキンガム侯は死去。国王ジョージ3世の人選によってシェルバーン伯爵内閣が成立したが、チャールズ・ジェームズ・フォックス派はそれに反発して下野した。

### フォックス＝ノース連立内閣

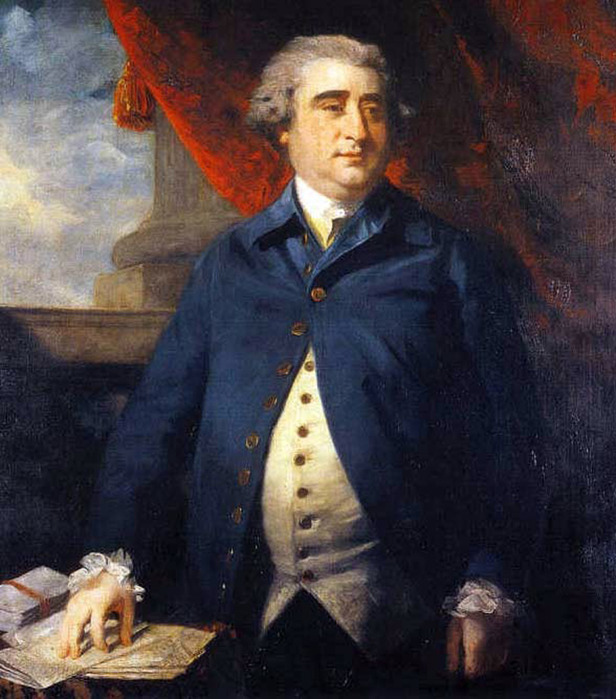
チャールズ・ジェームズ・フォックス。ジョシュア・レノルズ画、1782年。

首相退任時ノースはいまだ49歳だったので政界からの引退は考えてはいなかった。庶民院内にはいまだ彼を支持する保守派議員が数多くいた。1782年秋の庶民院勢力図はシェルバーン伯爵派（政府派）140議席、ノース卿派120議席、フォックス＝ポートランド派90議席、独立系・去就不明200議席となっていた。
ノースに再起の野望があることが判明するとシェルバーン派もフォックス派も彼への接近を図り、フォックス派では初代ラフバラ男爵アレクサンダー・ウェッダーバーンやウィリアム・イーデン（後の初代オークランド男爵）が、シェルバーン派ではジョン・ロビンソンやチャールズ・ジェンキンソン（後の初代リヴァプール伯爵）がノースを味方に引き入れようとした。ノースは選べる立場にあり、1782年中には（ロビンソンによれば）ノース卿の「躊躇、疑惑、優柔不断が勝ち」（Hesitation, doubt, indecision prevails）、1782年12月にフォックスがアメリカの独立承認動議を提出したときは動議に反対した。1783年に入った頃には妻や長男が支持したこともあって急進派のフォックスとの同盟に傾いていた。そして同年2月14日のノースとフォックスの会談によって両者の連合が確認された。正反対と見られていた両派の連携は世間を驚かせた。その背景は第一にはノースの権力欲、加えてノースがアメリカ独立戦争敗戦の失政の弾劾から逃れたがっていたことがある。世間向けの大義名分として政府の講和条約反対があったこともある。
この両派の連携で1783年2月19日と21日の議会でシェルバーン伯爵内閣の講和条約案非難決議が可決され、シェルバーン伯内閣は総辞職に追い込まれた。国王ジョージ3世は小ピットに組閣を拒否されると、しぶしぶ第3代ポートランド公爵ウィリアム・キャヴェンディッシュ＝ベンティンクを名目上の首相とするフォックス＝ノース連合に組閣の大命を与えた。ノース卿は同内閣に内務大臣として入閣した。しかし、歴史学者ジョン・ブルックによれば、ノース卿自身は入閣ではなく貴族院移籍を望み、連立内閣は実質的にはフォックスを指導者とした。
連立内閣の政策のうち、重要と言えるのはフォックスの東インド法案だけであり、庶民院では大差で可決されたが、貴族院では第3代テンプル伯爵ジョージ・ニュージェント＝テンプル＝グレンヴィルの脅しにより1783年12月17日に賛成76票・反対95票で否決され、ジョージ3世は翌日に連立内閣を罷免した。ノース卿は病気のため東インド法案の審議には関与していなかったが、そのとばっちりを受けて1784年イギリス総選挙でノース卿派のほとんどが議席を失い、かろうじて残留した者もフォックス派に吸収された。英国人名事典によれば、ノース卿派の庶民院議員は1788年までに17人に減ったという。
連立内閣は人事任命では成功しており、1783年9月にフォックスから第4代マンチェスター公爵ジョージ・モンタギューに宛てた手紙によれば閣内不一致は全くなかったという。しかし世論ではすこぶる不人気であり、ノース卿の指名選挙区だったバンベリーですら1784年2月に請願を出して、国王ジョージ3世に連立内閣の罷免について感謝を述べた。

### 晩年
再度の下野から死去まで野党の一員として第1次小ピット内閣を批判したほか、1785年5月にグレートブリテン王国とアイルランド王国の合同を強く支持、1787年3月にウォーレン・ヘースティングズの弾劾を支持、同1787年と1789年に審査法廃止に反対した。1790年イギリス総選挙で再選を果たしたが、その時点ではすでに過去の人物とされた。
1787年初より視力が悪化しており、1788年から1789年にかけての摂政法案（Regency Bill）をめぐる弁論ではすでに全盲になっていたにもかかわらず議論に参加した。1790年8月4日に父が死去するとギルフォード伯爵位を継承、同年11月25日に貴族院に初登院した。ギルフォード伯爵としての初演説は1791年4月1日に行われ、内容は小ピットの対ロシア政策を批判するものだった。この初演説を含み、ギルフォード伯爵は死去まで貴族院で4度演説した。
1792年8月5日にグロヴナー・スクエアの自宅で死去、16日にオックスフォードシャーのロクストンで埋葬された。長男ジョージ・オーガスタスが爵位を継承した。死の床で家族に対し、「政治生涯に関して、自身がしたことには多くの誤りがあったが、どの行動においても悔いがなかったことに満足している」と述べた。

## 評価・人物
後世から「アメリカを失った首相」と認知されており、それを題名とする書籍が複数出版された。この失敗により「ノース卿以降で最悪の首相」（The worst prime minister since Lord North）が首相批判の文句として頻繁に使用されるほどだった。
オックスフォード英国人名事典によると、伝統的なホイッグ史観ではノース卿が飾りの首相でジョージ3世による王権回復を許してしまったように描かれたが、現代の歴史学ではロバート・ウォルポールやヘンリー・ペラムのように、政府の長として庶民院で答弁を行う、財政に精通している人物として評価されるようになり、アメリカ関連以外では概ね成功を収めたとされる。
エドワード・ギボンは『ローマ帝国衰亡史』第4巻（1788年出版）の序文でノース内閣を「長く、嵐の渦中にある不運な政権」（long, stormy, and at length unfortunate administration）と評した一方、ノース自身への評価としては「政敵が多かった」ものの「個人的な仇敵は皆無」（almost without a personal enemy）と述べた。エドマンド・バークはノース卿を「多才」「ウィットに富む」「人を喜ばせる気性」（delightful temper）と賞賛しつつ、「時世が必要とした指導力と用心を欠く」（he wanted something of the vigilance and spirit of command which the times required）とも評した。この性格はパトロネージを求める人への返答にも現れ、1772年2月25日付の『ロンドン夕刊』（London Evening Post）では「要求された引き立てに応えられない場合でも、せめて上機嫌にして帰らせようとすることは首相にとってのエチケットである。これは廷臣の間では良く知られていることだが、彼は田舎出のジェントルマンに対してはきちんと『ただ頷いただけ、手を握っただけで確実な約束を交わさなかった場合は常にいいえを意味する』と説明して、笑いを誘った」と報じられた。また、1770年の議会弁論でジョージ・グレンヴィルが国家予算について演説しているとき、ノース卿は居眠りしてしまったが、グレンヴィルがちょうど「1689年」という言葉を喋っていたときに目が覚ましたため、「起こすのが100年近く早すぎた」と抗議して、議場を笑いで満たしたという。
家族との関係が良く、ノース卿の視力が悪化していた1787年10月にホレス・ウォルポールがノース卿一家を訪れたとき、「ノース卿は往年と同じぐらいに元気であり、（中略）レディ・ノースと子供たちの絶え間ない気配りは感動的だった。（中略）視力の喪失が補償できるものであれば、それはこれほど愛情の深い家族をもって行われるものだろう。」と述べた。
息子たちが官職を与えられ、異母弟ブラウンローがウィンチェスター主教に任命されるなど、多くの褒賞を与えられたが、1777年時点の領地からの年収は2,500ポンド程度であり、当時としては大地主というわけではなかった。そのため、1777年9月にジョージ3世から借金返済に充てるための2万ポンドを与えられ、1778年6月には五港長官（ノース卿は五港長官の官職で毎年最大1,000ポンドの収入を得ていた）に任命された。

## 栄典

### 爵位
1790年8月4日の父フランシス・ノースの死去により以下の爵位を継承した
- 第2代ギルフォード伯爵 (2nd Earl of Guilford)
(1752年4月8日の勅許状によるグレートブリテン貴族爵位)
- カートリングの第8代ノース男爵 (8th  North of Kirtling)
(1554年1月17日の議会召集令状によるイングランド貴族爵位)[37][38]
- サリー州におけるギルフォードの第4代ギルフォード男爵 (4th Baron Guilford, of Guilford in the County of Surrey)
(1683年9月27日の勅許状によるイングランド貴族爵位)

### 勲章
- 1772年6月18日、ガーター騎士団(勲章)ナイト (KG)[2]

### 名誉職等
- 1766年12月10日、枢密顧問官 (PC)[11]
- 1771年 – 1792年、孤児養育院（英語版）院長[39]
- 1774年3月15日 – 1792年、サマセット統監（英語版）[2][36][1]
- 1776年2月29日、ロンドン考古協会フェロー (FSA)[40]
- 1778年6月16日 – 1792年、五港長官（英語版）[2][8]

### その他
1790年代に建設されたブルームスベリーのギルフォード・ストリートは孤児養育院院長だったノース卿を記念して名付けられた。
ロンドンのロード・ノース・ストリートはブレンダン・ブラッケンの主導で20世紀にノース卿に因んで名付けられている。

## 結婚と家族

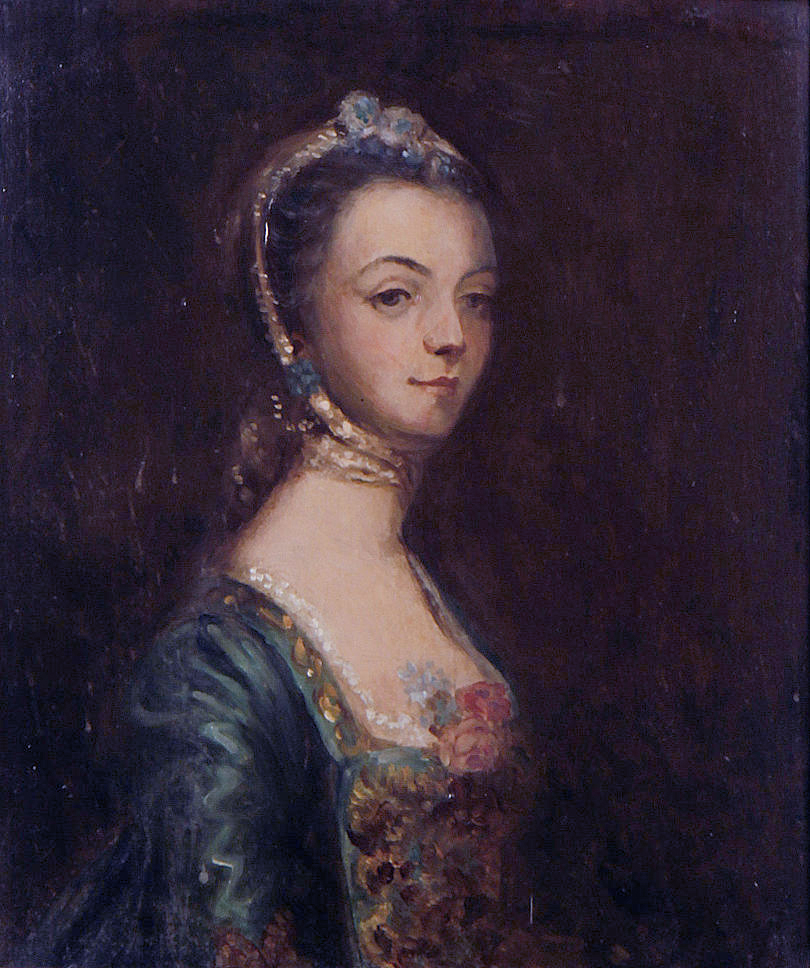
ノース卿の妻アン

1756年5月20日、アン・スピーク（Anne Speke、1797年1月17日没、庶民院議員ジョージ・スピークの娘）と結婚、4男3女をもうけた。
- ジョージ・オーガスタス（1757年9月11日 – 1802年4月20日） - 第3代ギルフォード伯爵。1785年9月24日にマリア・フランシス・メアリー・ホバート（Maria Frances Mary Hobart、1794年4月23日没、第3代バッキンガムシャー伯爵ジョージ・ホバートの娘）と結婚、1女をもうけた。1796年2月28日にスーザン・クーツ（Susan Coutts、1837年9月24日没、銀行家トマス・クーツの娘）と再婚、2女をもうけた[1]
- キャサリン・アンナ（1760年2月16日 – 1817年2月6日） - 1789年9月25日、初代グレンバーヴィー男爵シルヴェスター・ダグラスと結婚、子供あり[1]
- フランシス（1761年12月25日 – 1817年1月11日） - 第4代ギルフォード伯爵。1810年7月19日、マリア・ボイコット（Maria BOycott、1821年12月30日没、トマス・ボイコットの娘）と結婚[1]
- アン（1764年1月8日 – 1832年1月18日） - 1798年1月20日、初代シェフィールド伯爵ジョン・ベイカー・ホルロイドと結婚、子供あり[1]
- フレデリック（1766年2月7日 – 1827年10月14日） - 第5代ギルフォード伯爵。生涯未婚[1]
- シャーロット（1849年10月25日没） - 1800年4月2日、ジョン・リンジー（John Lindsay、1762年3月15日 – 1826年3月6日、第5代バルカレス伯爵ジェームズ・リンジーの息子）と結婚[1]
- ダドリー（Dudley、1777年5月31日 – 1779年6月18日）[36]